# ナイトメア・ルーム
『ナイトメア・ルーム』 （英語: The Nightmare Room) （ザ・ナイトメア・ルーム) は、R・L・スタインによるホラーアンソロジーシリーズ。シリーズの15冊は、スコラスティックによって発行された。

## 北米版

### オリジナル・シリーズ
1. DON'T FORGET ME
2. LOCKER 13
3. MY NAME IS EVIL
4. LIAR, LIAR
5. DEAR DIARY, I'M DEAD
6. THEY CALL ME CREATURE
7. THE HOWLER
8. SHADOW GIRL
9. CAMP NOWHERE
10. FULL MOON HALLOWEEN
11. SCARE SCHOOL
12. VISITORS

### スリルロジー・シリーズ
1. FEAR GAMES
2. WHAT SCARES YOU THE MOST?
3. NO SURVIVORS

## テレビシリーズ
『ナイトメア・ルーム』 （英語: The Nightmare Room) （ザ・ナイトメア・ルーム) は、北米で2001年から2002年まで放映されたアメリカの子供向けテレビドラマシリーズ。テレビ番組は、R・L・スタインによる同じタイトルの本に基づいている。日本では未放送。

### 各話リスト
| 話数 | サブタイトル               | 脚本                                       | 監督                                      | 放送日 （北米） |
| ---- | -------------------------- | ------------------------------------------ | ----------------------------------------- | --------------- |
| 1    | Don't Forget me            | ポール・ベルンバウム                       | デビッド・ジャクソン                      | 2001年8月31日   |
| 2    | Scareful What You Wish For | アンソン・ウィリアムズ                     | ナオミ・ジャンツェン                      | 2001年8月31日   |
| 3    | The Howler                 | スティーブ・ダビン                         | スコット・マーフィー                      | 2001年9月29日   |
| 4    | Tangled Web                | ロン・オリバー                             | ポール・ベルンバウム                      | 2001年10月6日   |
| 5    | Fear Games                 | ロン・オリバー                             | ポール・ベルンバウム                      | 2001年10月13日  |
| 6    | School Spirit              | リッチ・コレル                             | スコット・マーフィー                      | 2001年10月20日  |
| 7    | Full Moon Halloween        | リッチ・コレル                             | ナオミ・ジャンツェン                      | 2001年10月27日  |
| 8    | Four Eyes                  | マイケル・B・ネグリン ブライアン・ロビンス | スコット・マーフィー                      | 2001年12月1日   |
| 9    | Locker 13                  | ロン・オリバー                             | リチャード・H・ロスナー                   | 2001年12月8日   |
| 10   | Dear Diary, I'm Dead       | スティーブ・ダビン                         | ポール・ベルンバウム                      | 2002年2月2日    |
| 11   | My Name is Evil            | アンソン・ウィリアムズ                     | リー・ゴールドバーグ ウィリアム・ラブキン | 2002年2月23日   |
| 12   | Camp Nowhere (Part 1)      | ジェームズ・マーシャル                     | ポール・ベルンバウム                      | 2002年3月9日    |
| 13   | Camp Nowhere (Part 2)      | ジェームズ・マーシャル                     | ポール・ベルンバウム                      | 2002年3月16日   |

### キャスト
- ダニエル・ワーナー （アマンダ・バインズ）（第1話）
- ディラン・ピアース（シャイア・ラブーフ）（第2話）
- アレックス・サンダーズ（ドレイク・ベル）（第10話）

### スタッフ
- 原作： R・L・スタイン
- 製作総指揮： ポール・ベルンバウム、ブライアン・ロビンス、ジェーン・スタイン、マイケル・トーリン
- 企画：クリス・キャストアロ、 ビリー・クロフォード、ビリー・クロフォード、ジョー・ダボラ、ダン・カップロー シェリー・ジマーマン
- 撮影：マイケル・ネグリン
- 作曲：クリストファー・カーター、ジョシュ・クラモン